# Preolímpico Sudamericano de Voleibol Femenino 2012
El Preolímpico Sudamericano de Voleibol Femenino se celebró del 9 de mayo al 13 de mayo de 2012 en San Carlos, Brasil. El torneo cuenta con la participación de 7 selecciones nacionales de la Confederación Sudamericana de Voleibol (CSV) en la cual se disputa el único cupo a los Juegos Olímpicos Londres 2012.

## Equipos participantes
| Grupo A  | Grupo B   |
| -------- | --------- |
| Brasil   | Perú      |
| Colombia | Argentina |
| Uruguay  | Venezuela |
|          | Chile     |

## Primera fase

### Grupo A

#### Clasificación
| Pos | Equipo   | PJ | PG | PP | SF | SC | PTS |
| --- | -------- | -- | -- | -- | -- | -- | --- |
| 1   | Brasil   | 2  | 2  | 0  | 6  | 0  | 6   |
| 2   | Colombia | 2  | 1  | 1  | 3  | 3  | 3   |
| 3   | Uruguay  | 2  | 0  | 2  | 0  | 6  | 0   |

#### Resultados
| Fecha    | Encuentro          | Resultado | Set   | Set   | Set   | Set | Set | Puntuación total |
| Fecha    | Encuentro          | Resultado | 1     | 2     | 3     | 4   | 5   | Puntuación total |
| -------- | ------------------ | --------- | ----- | ----- | ----- | --- | --- | ---------------- |
| 09-05-12 | Brasil - Uruguay   | 3-0       | 25-04 | 25-12 | 25-7  |     |     | 75-23            |
| 10-05-12 | Brasil - Colombia  | 3-0       | 25-11 | 25-18 | 25-19 |     |     | 75-48            |
| 11-05-12 | Colombia - Uruguay | 3-0       | 25-21 | 25-14 | 25-19 |     |     | 75-54            |

### Grupo B

#### Clasificación
| Pos | Equipo    | PJ | PG | PP | SF | SC | PTS |
| --- | --------- | -- | -- | -- | -- | -- | --- |
| 1   | Perú      | 3  | 3  | 0  | 9  | 1  | 9   |
| 2   | Venezuela | 3  | 2  | 1  | 7  | 4  | 6   |
| 3   | Argentina | 3  | 1  | 2  | 4  | 1  | 3   |
| 4   | Chile     | 3  | 0  | 3  | 0  | 9  | 0   |

#### Resultados
| Fecha    | Encuentro             | Resultado | Set   | Set   | Set   | Set   | Set | Puntuación total |
| Fecha    | Encuentro             | Resultado | 1     | 2     | 3     | 4     | 5   | Puntuación total |
| -------- | --------------------- | --------- | ----- | ----- | ----- | ----- | --- | ---------------- |
| 09-05-12 | Perú - Chile          | 3-0       | 25-14 | 25-11 | 25-6  |       |     | 75-31            |
| 09-05-12 | Venezuela - Argentina | 3-1       | 19-25 | 25-20 | 25-17 | 25-23 |     | 94-85            |
| 10-05-12 | Perú - Venezuela      | 3-1       | 25-15 | 25-16 | 22-25 | 25-13 |     | 97-69            |
| 10-05-12 | Argentina - Chile     | 3-0       | 25-11 | 25-6  | 25-9  |       |     | 75-26            |
| 11-05-12 | Venezuela - Chile     | 3-0       | 25-11 | 25-15 | 25-22 |       |     | 75-48            |
| 11-05-12 | Perú - Argentina      | 3-0       | 25-17 | 25-15 | 25-21 |       |     | 75-53            |

## Fase final

### Final 1° y 3° Lugar
|  | Semifinales | Semifinales |   |           | Final        | Final |  |
|  |             |             |   |           |              |       |  |
|  |             |             |   |           |              |       |  |
|  |             |             |   |           |              |       |  |
|  | Perú        | 3           |   |           |              |       |  |
|  | Colombia    | 2           |   |           |              |       |  |
|  |             |             |   |           |              |       |  |
|  |             |             |   |           |              |       |  |
|  |             |             |   |           | Brasil       | 3     |  |
|  |             | Perú        | 0 |           |              |       |  |
|  |             |             |   |           |              |       |  |
|  |             |             |   |           |              |       |  |
|  |             |             |   |           | Tercer Lugar |       |  |
|  |             |             |   |           |              |       |  |
|  | Brasil      | 3           |   | Venezuela | 3            |       |  |
|  | Venezuela   | 0           |   |           | Colombia     | 2     |  |

### Resultados
| Fase      | Fecha    | Encuentro            | Resultado | Set   | Set   | Set   | Set   | Set   | Puntuación total |
| Fase      | Fecha    | Encuentro            | Resultado | 1     | 2     | 3     | 4     | 5     | Puntuación total |
| --------- | -------- | -------------------- | --------- | ----- | ----- | ----- | ----- | ----- | ---------------- |
| Semifinal | 12-05-12 | Perú - Colombia      | 3-2       | 25-19 | 15-25 | 22-25 | 25-11 | 17-15 | 104-95           |
| Semifinal | 12-05-12 | Brasil - Venezuela   | 3-0       | 25-14 | 25-15 | 25-23 |       |       | 75-52            |
| 3º Lugar  | 13-05-12 | Venezuela - Colombia | 3-2       | 18-25 | 25-20 | 20-25 | 26-24 | 15-13 | 104-107          |
| Final     | 13-05-12 | Brasil - Perú        | 3-0       | 25-12 | 25-16 | 25-09 |       |       | 75-37            |

## Campeón
| Clasificado a Londres 2012 |
|                            |

|        |
| Brasil |

## Clasificación Final
| Pos | Equipo    |
| --- | --------- |
|     | Brasil    |
|     | Perú      |
|     | Venezuela |
| 4   | Colombia  |
| 5   | Argentina |
| 6   | Chile     |
| 7   | Uruguay   |

## Distinciones individuales
| Distinción      | Nombre              | Equipo    |
| --------------- | ------------------- | --------- |
| MVP             | Diana Patricia Soto | Perú      |
| Mejor anotadora | Madelaynne Montaño  | Colombia  |
| Mejor ataque    | Fernanda Rodríguez  | Brasil    |
| Mejor bloqueo   | Thaísa Meneses      | Brasil    |
| Mejor servicio  | Ericka Jorajuría    | Uruguay   |
| Mejor armadora  | Josefa Sousa        | Brasil    |
| Mejor recepción | Lucía Gaído         | Argentina |
| Mejor defensa   | Vanesa Palacios     | Perú      |
| Mejor líbero    | Elena               | Venezuela |

- Datos: Q596259